# 得梅因鎮區 (愛荷華州傑斯帕縣)
德梅因鎮區（英語：Des Moines Township）是位於美國愛荷華州傑斯帕縣的一個行政鎮區。

## 地方資料
根據2010年美國人口普查的數據，德梅因鎮區的面積為130.82平方千米，當中陸地面積為130.75平方千米，而水域面積為0.07平方千米。當地共有人口2212人，而人口密度為每平方千米16.91人。